# Ruth Plumly Thompson
Ruth Plumly Thompson (* 27. Juli 1891 in Philadelphia; † 6. April 1976 in Malvern, Pennsylvania) war eine US-amerikanische Schriftstellerin, die viele Kinderbücher geschrieben hat. Sie ist vor allem für die Fortführung der Kinderbuchserie Der Zauberer von Oz bekannt, nachdem L. Frank Baum 1919 gestorben war.

## Leben
Thompson wurde im Haus ihrer Großeltern geboren. Ihre Eltern waren Charles Plumly († 1895) und Amanda Shuff Thompson. Sie hatte zwei Schwestern, Dorothy (Thompson Curtis, 1890–1977) und Janet, sowie einen Bruder, Richard Shuff Thompson. Als sie zwei Jahre alt war, zog die Familie wegen einer neuen Anstellung des Vaters bei der New York Times nach Brooklyn. Ihr Vater starb plötzlich 1895; ihre Mutter kehrte daraufhin mit den vier kleinen Kindern nach Philadelphia zurück. 1918 gründete Plumly Thompson in Philadelphia den Santa Claus Club, der in den folgenden Jahren dafür sorgte, dass 15.000 Kinder aus armen Familien Weihnachtsgeschenke bekommen konnten. Der Club war so bekannt, dass das lokale Postamt begann, Briefe an den Weihnachtsmann Ruth Plumly Thompson zuzustellen. Thompson arbeitete erst bei der Zeitung Philadelphia Public Ledger, während des Schreibens der Oz-Bücher als hauptberufliche Schriftstellerin und von Mitte der 1930er bis Mitte der 1940er Jahre für King Comics. 1968 zog sie nach Malvern, Pennsylvania.
Ihr Grab befindet sich auf dem Laurel Hill Cemetery West in Bala Cynwyd, Pennsylvania.

## Schriftstellerische Karriere
Thompson begann ihre Schriftstellerkarriere 1914, als sie damit anfing, Geschichten an Zeitungen und Zeitschriften zu schicken. Sie hatte zum Beispiel eine wöchentliche Kinderseite im Philadelphia Public Ledger, die sie bis zum 25. April 1921 mit Kurzgeschichten, Fabeln, Gedichten und Tipps für Kinder füllte. Ihr erstes Buch The Perhappsy Chaps (1918) war eine Sammlung ihrer Beiträge zu dieser Kinderseite. 1920, nachdem L. Frank Baum gestorben war, reiste William F. Lee († 1924) vom Verlag Reilly & Lee, Chicago, nach Philadelphia, um Thompson zu fragen, ob sie die Oz-Serie weiterführen möchte. Zwischen 1921 und 1939 schrieb sie pro Jahr eine Folge der Zauberer von Oz-Geschichte in Form eines Romanes. Alle ihre Oz-Romane wurden von John. R. Neill (1877–1943) illustriert, der auch schon die Oz-Romane 2 bis 14 von L. Frank Baum illustriert hatte. Nach 1939 wurde die Oz-Serie von John R. Neill aus Autor fortgeführt sowie nach Neill von Jack Snow und Rachel Cosgrove Payes sowie Eloise Jarvis McGraw mit ihrer Tochter Lauren Lynn McGraw.

## Veröffentlichungen

### Oz-Bücher
| Erscheinungsjahr | Folge Nummer | Titel                            |
| ---------------- | ------------ | -------------------------------- |
| 1921             | 15           | The Royal Book of Oz             |
| 1922             | 16           | Kabumpo in Oz                    |
| 1923             | 17           | The Cowardly Lion of Oz          |
| 1924             | 18           | Grampa in Oz                     |
| 1925             | 19           | The Lost King of Oz              |
| 1926             | 20           | The Hungry Tiger of Oz           |
| 1927             | 21           | The Gnome King of Oz             |
| 1928             | 22           | The Giant Horse of Oz            |
| 1929             | 23           | Jack Pumpkinhead of Oz           |
| 1930             | 24           | The Yellow Knight of Oz          |
| 1931             | 25           | Pirates in Oz                    |
| 1932             | 26           | The Purple Prince of Oz          |
| 1933             | 27           | Ojo in Oz                        |
| 1934             | 28           | Speedy in Oz                     |
| 1935             | 29           | The Wishing Horse of Oz          |
| 1936             | 30           | Captain Salt in Oz               |
| 1937             | 31           | Handy Mandy in Oz                |
| 1938             | 32           | The Silver Princess in Oz        |
| 1939             | 33           | Ozoplaning with the Wizard of Oz |
| 1972             | ohne         | Yankee in Oz                     |
| 1976             | ohne         | The Enchanted Island of Oz       |

### Weitere Kinderbücher
- The Perhappsy Chaps. (Erstausgabe) P.F. Volland Company, Chicago 1918.
- The Princess of Cozytown. (Erstausgabe) P.F. Volland Company, Chicago 1922
- The Curious Cruise of Captain Santa. (Erstausgabe) Reilly & Lee, Chicago 1926.
- The Wonder Book. (Erstausgabe) P.F. Volland Company, Chicago 1929.
- Peculiar Penguins. (Erstausgabe) David McKay Co., Philadelphia 1934.
- King Kojo. (Erstausgabe) David McKay Co., Philadelphia 1938.
- The Wizard of Way-Up and Other Wonders. The Wizard of Oz Club, Kinderhook, Illinois 1985.
- Sissajig and Other Wonders. The Wizard of Oz Club, Kinderhook, Illinois 2002.